# Isserstedt
Isserstedt ist ein Stadtteil der kreisfreien Stadt Jena in Thüringen.

## Geografie
Isserstedt liegt auf der Ilm-Saale-Platte im nordwestlichen Stadtgebiet von Jena. Im Ort kreuzen sich die B 7 zwischen Jena und Weimar und die L 1060 zwischen Großschwabhausen und Apolda. Das Stadtzentrum Jena liegt ca. 7 km entfernt. Nach Weimar sind es 14 km und zur Kreisstadt Apolda 7,5 km. Die nächste Autobahn ist die A 4 8,5 km südlich.
Benachbarte Jenaer Ortsteile sind Vierzehnheiligen im Nordosten, Lützeroda im Osten sowie Münchenroda und Remderoda im Süden. Zudem schließen sich die Stadt Bad Sulza im Norden und die Gemeinde Großschwabhausen im Westen an die Isserstedter Gemarkung an, die dem Landkreis Weimarer Land angehören.
Das zu Isserstedt gehörende Gebiet liegt im nordwestlichen Bereich auf den fruchtbaren Höhen der Ilm-Saale-Platte. Im Südosten liegt das bewaldete Mühltal mit seinen Nebentälern. Im unteren Ortsteil entspringt ein Oberlauf der Leutra, die in Luftlinie etwa 6 km weiter südöstlich in die Saale mündet. Die höchste Erhebung liegt bei 353 m ü. NN östlich der Holzecke.

## Geschichte
Isserstedt wurde bereits im 8. und 9. Jahrhundert n. Chr. erwähnt. Im 18. bis 19. Jahrhundert wurde in Isserstedt in Verbindung mit der Textilherstellung in Apolda das Handwerk des Strumpfwirkens betrieben. Die Gemeinde Isserstedt wurde 1994 mit weiteren umliegenden Dörfern nach Jena eingemeindet.

### Burgstelle
Einst bildeten Isserstedt, Kötschau und Remderoda eine eigene Vogtei mit einem Schloss der Herren von Isserstedt. Die Besitzer dieser ehemaligen Wasserburg Isserstedt wurden erstmals 1174 genannt und noch bis ins 16. Jahrhundert erwähnt. Im Jahre 1272 verkaufte Berthold von Isserstedt dem Kloster Kapellendorf 200 Acker Holz für 80 Mark. Im Jahr 1333 gaben sie ihre Stammburg in Isserstedt auf. Zu Zeiten des Sächsischen Bruderkriegs (1446 bis 1451) war das Schloss im Besitz des Burchard Vitzthum von Roßla. 1452 wurde es nach Beendigung des Bruderkrieges gemeinsam mit dem benachbarten Dorf Lützendorf (heute Vierzehnheiligen) zerstört und den Einwohnern überlassen.
Am südöstlichen Rand von Isserstedt befinden sich die Überreste der mittelalterlichen Burganlage. Von der Burg ist ein Ruinenhügel mit umlaufenden Wall- und Grabenresten erkennbar geblieben. Hier liegt auch das Naturschutzgebiet Isserstedter Holz mit einer Größe von 118,4 ha, das 1961 ausgewiesen wurde. Es ist nahezu flächenidentisch mit einem ehemaligen Truppenübungsplatz an gleicher Stelle. Es ist ein Teil des Landschaftsschutzgebietes Mittleres Saaletal.

### Entwicklung der Einwohnerzahl
| Jahr | Einwohner |
| ---- | --------- |
| 1995 | 721       |
| 1996 | 820       |
| 1997 | 865       |
| 1998 | 852       |
| 1999 | 864       |
| 2000 | 868       |

| Jahr | Einwohner |
| ---- | --------- |
| 2001 | 862       |
| 2002 | 852       |
| 2003 | 851       |
| 2004 | 857       |
| 2005 | 840       |
| 2006 | 852       |

| Jahr | Einwohner |
| ---- | --------- |
| 2010 | 833       |
| 2011 | 829       |
| 2012 | 839       |
| 2013 | 849       |
| 2014 | 850       |
| 2015 | 861       |

| Jahr | Einwohner |
| ---- | --------- |
| 2016 | 847       |
| 2017 | 838       |
| 2018 | 834       |
| 2019 | 834       |

## Denkmäler
- Denkmal im Ort zur Erinnerung an den Deutsch-Französischen Krieg 1870/71
- Denkmal für die Gefallenen des Ersten Weltkriegs und
- Denkstein für die Gefallenen und Vermissten des Zweiten Weltkriegs vor der Kirche

## Wirtschaft
Größter Arbeitgeber in Isserstedt ist ein 1992 eröffnetes SB-Warenhaus der Globus SB-Warenhaus Holding, das erste seiner Art in den neuen Bundesländern.
Ab 2024 ist eine Erweiterung des Zeiss-Standorts Jena auf Flächen in Isserstedt geplant.